# 布莱夏赫
布莱夏赫是德国巴伐利亚州的一个市镇。总面积50.10平方公里，总人口5604人，其中男性2776人，女性2828人（2011年12月31日），人口密度112人/平方公里。